# Glencoe (Nouveau-Brunswick)
Pour les articles homonymes, voir Glencoe.
Glencoe est un village du comté de Restigouche, au nord de la province canadienne du Nouveau-Brunswick. Le village a le statut de DSL. Dans le cadre de la réforme de la gouvernance locale du 1er janvier 2023, le DSL a été fusionné à la cité de Campbellton.

## Toponyme

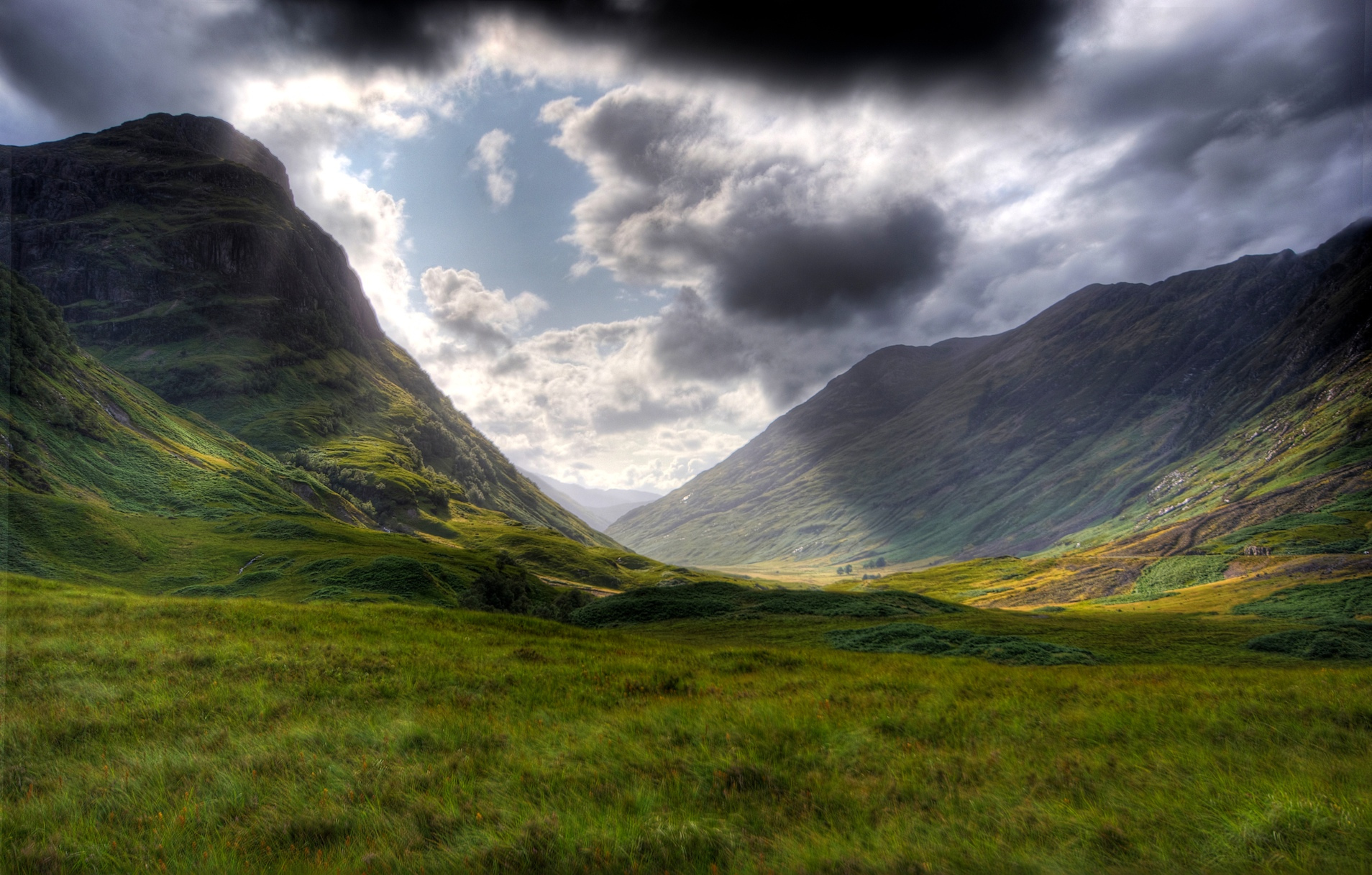
Le Glen Coe, en Écosse.

Glencoe est probablement nommé ainsi d'après le Glen Coe, une vallée d'Écosse.

## Géographie
Glencoe est situé dans une vallée des Appalaches, à l'intersection des routes 17 et 275, à 14 kilomètres de route à l'ouest de Campbellton.
Le village comprend aussi le hameau de Christopher, situé au sud, le long de la route 275 et du chemin Walker.
Glencoe est généralement considérée comme faisant partie de l'Acadie.

## Histoire
Glencoe est situé dans le territoire historique des Micmacs, plus précisément dans le district de Gespegeoag, qui comprend le littoral de la baie des Chaleurs. Ce territoire était revendiqué d'abord par les Iroquois et ensuite seulement par les Mohawks. Le site voisin d'Atholville compte dès le VIe siècle av. J.-C. un village du nom de Tjikog. La rivière Restigouche est riche en saumon et toute la région est un territoire de chasse, tandis que des portages la relient au fleuve Saint-Jean.
L'embouchure de la rivière est colonisée dès le XVIIIe siècle par les Blancs mais Tide Head n'est fondé qu'au début du XIXe siècle. Les Grands feux de la Miramichi détruisent une bonne partie de la forêt du Nouveau-Brunswick en 1825. L'industrie forestière se déplace alors vers le nord et des scieries ainsi que des chantiers navals sont ouverts à Atholville et Campbellton. Les grands pins et épinettes sont déjà presque tous passés sous la scie en 1850 mais de petites scieries continuent de traiter le bois descendant les rivières Restigouche et Upsalquitch.
La construction du chemin de fer Restigouche and Western, entre Tide Head et Saint-Léonard, commence en 1898. Les travaux sont ralentis en raison du terrain difficile et du manque de fonds et le chemin de fer International prend le contrôle de la ligne en 1906. Les travaux sont terminés en 1910. La construction du chemin de fer permet de coloniser les hauts plateaux.
Un bureau de poste est ouvert en 1885 mais ferme ses portes en 1970.
Le chemin de fer International est abandonné en 1989.

## Démographie
(juillet 2016).
D'après le recensement de Statistique Canada, il y avait 201 habitants en 2006, comparativement à 188 en 2001, soit une hausse de 6,9 %. Il y a 92 logements privés, dont 86 occupés par des résidents habituels. Le village a une superficie de 17,87 km2 et une densité de population de 11,2 habitants au kilomètre carré.
| 2011 | 2016 |
| ---- | ---- |
| 216  | 207  |

## Économie
Entreprise Restigouche a la responsabilité du développement économique.

## Administration

### Comité consultatif
En tant que district de services locaux, Glencoe est administré directement par le Ministère des Gouvernements locaux du Nouveau-Brunswick, secondé par un comité consultatif élu composé de cinq membres dont un président.

### Commission de services régionaux
Glencoe fait partie de la Région 2, une commission de services régionaux (CSR) devant commencer officiellement ses activités le 1er janvier 2013. Contrairement aux municipalités, les DSL sont représentés au conseil par un nombre de représentants proportionnel à leur population et leur assiette fiscale. Ces représentants sont élus par les présidents des DSL mais sont nommés par le gouvernement s'il n'y a pas assez de présidents en fonction. Les services obligatoirement offerts par les CSR sont l'aménagement régional, l'aménagement local dans le cas des DSL, la gestion des déchets solides, la planification des mesures d'urgence ainsi que la collaboration en matière de services de police, la planification et le partage des coûts des infrastructures régionales de sport, de loisirs et de culture; d'autres services pourraient s'ajouter à cette liste.

### Représentation
Nouveau-Brunswick: Glencoe fait partie de la circonscription provinciale de Campbellton—Restigouche-Centre, qui est représentée à l'Assemblée législative du Nouveau-Brunswick par Greg Davis, du Parti progressiste-conservateur. Il fut élu en 2010.
 Canada: Glencoe fait partie de la circonscription fédérale de Madawaska—Restigouche, qui est représentée à la Chambre des communes du Canada par Jean-Claude D'Amours, du Parti libéral. Il fut élu lors de la 38e élection générale, en 2004, puis réélu en 2006 et en 2008.

## Vivre à Glencoe

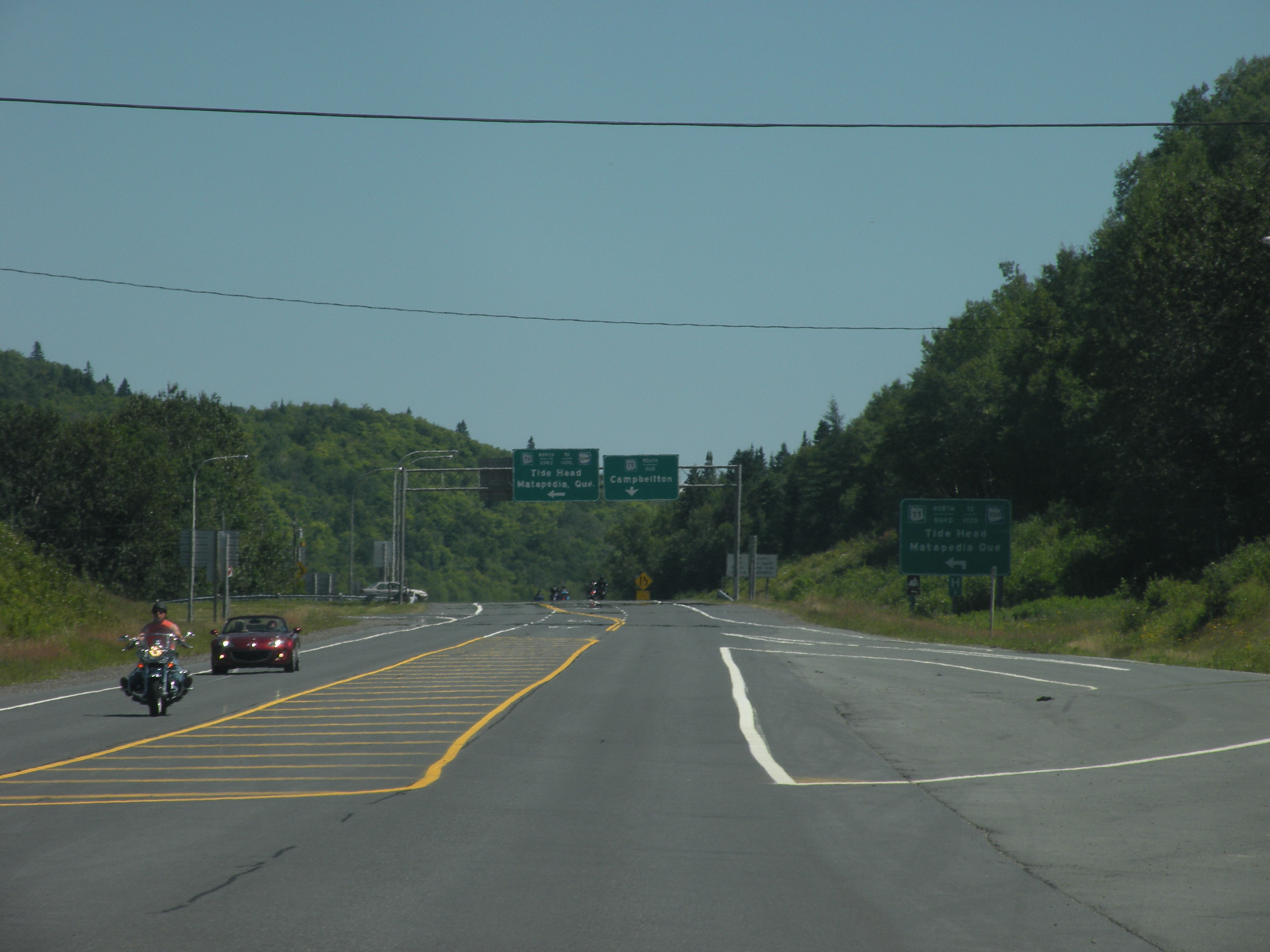
La jonction des routes 11 et 17, au nord du village.

Glencoe fait partie du sous-district 1 du district scolaire Francophone Nord-Est. Les écoles les plus proches sont à Atholville et à Campbellton.
Le détachement de la Gendarmerie royale du Canada le plus proche est à Campbellton. Campbellton compte le Centre hospitalier Restigouche, francophone, et l'hôpital régional de Campbellton, anglophone. Les hôpitaux néo-brunswickois sont en effet bilingues dans leurs services mais unilingues dans leur administration. Campbellton compte de plus un poste d'Ambulance Nouveau-Brunswick. Le bureau de poste le plus proche est quant à lui à Tide Head.
La collecte des déchets et matières recyclables est effectuée par la Commission de gestion des déchets solides de Restigouche. L'aménagement du territoire est de la responsabilité de la Commission d'urbanisme du district de Restigouche.
Les francophones bénéficient du quotidien L'Acadie nouvelle, publié à Caraquet, ainsi qu'à l'hebdomadaire L'Étoile, de Dieppe. Ils ont aussi accès à l'hebdomadaire L'Aviron, publié à Campbellton. Les anglophones bénéficient des quotidiens Telegraph-Journal, publié à Saint-Jean ainsi que de l'hebdomadaire Campbellton Tribune, de Campbellton.